# Хизболла (Турция)
Хизболла́ или Хизбулла (от араб. حزب الله‎ — «партия Аллаха»), также известная как Курдская Хизболла, (курд. Hizbullahî Kurdî), чтобы отличить от одноименной шиитской организации в Ливане — военизированная курдская группировка, действующая на юго-востоке Турции. Идеология группы — воинствующий суннитский ислам.
Считается, что группировка была изначально создана турецкой разведкой для борьбы против левой и светской Рабочей партии Курдистана, однако в дальнейшем вышла из-под контроля. Когда деятельность группировки стала угрожать турецким властям, она была разгромлена и с начала 2000-х практически прекратила террористическую деятельность, однако на её месте возникли новые группировки.

## История
Создание организации началось в 1979—1980 годах со встреч в книжном магазине «Вахдет» в городе Диярбакыр. Магазином владел Абдулвахап Экинджи. На встречах присутствовали Фидан Гюндер и Хюсеин Велиоглу. В 1981 году Фидан Гюндёр основал книжный магазин «Мензиль», а в 1982 году Хюсеин Веллиоглу — книжный магазин «Илим», ставшие центрами двух фракций. До поры до времени обе фракции тесно сотрудничали, но в 1987 году произошёл раскол, и сторонники обеих фракций начали взаимное истребление. В дальнейшем внутри Хезболлы возникли также группировки «Техвид» (лидеры — Мехмет Шахин и Нуреттин Ширин) и «Ерьюзю» (лидер Бурхан Кавунджу).

## Террористическая деятельность
В начале 1990-х годов организация реально угрожала растущему курдскому сепаратистскому движению. Возникла Хизболла как оппозиция Курдской рабочей партии. Позднее её жертвами всё чаще становились лица, не имевшие отношения к КРП, однако нарушавшие нормы строгой исламской морали (употребляли алкоголь, носили мини-юбки и т. д.).
Известной жертвой Хизболлы является турецкая активистка-феминистка Конджа Куриш (1960—1998). Она была похищена в 1998 году и найдена убитой 20 июля 1999 года в городе Конья. Ранее она была членом «Хизболлы», однако позднее вышла из группировки и обвинила её в догматическом толковании Корана. «Хизболла» приняла на себя ответственность за её похищение, пытки и убийство.
Хизболлу также обвиняют в подрыве бомб в двух стамбульских синагогах 17 ноября 2003 года, в результате чего погибли 23 человека и более 300 были ранены.

## Поддержка со стороны властей
Бывший министр Фикри Саглар в интервью газете Siyah-Beyaz («Чёрное-белое») заявил, что армия не только использовала Хизболлу, но фактически основала и спонсировала организацию. Он утверждал, что такое решение было принято в 1985 году.
С другой стороны, официальные лица турецких спецслужб заявили, что турецкая Хизболла получала финансирование из исламистского Ирана. На деле, одна из двух враждующих фракций внутри Хизболлы действительно была проиранской, а другая, наоборот, занимала антииранскую позицию.
Еженедельник «2000’e Doğru» в публикации 16 февраля 1992 г. утверждал, что по свидетельствам очевидцев и сторонников Хизболлы, члены организации обучались в штаб-квартире сил быстрого развёртывания (çevik kuvvet) в Диярбакыре. Через два дня после публикации статьи её автор, Халит Гюнген, был убит неустановленными убийцами. Намик Таранджи, диярбакырский представитель еженедельника Gerçek («Реальность»), был застрелен 20 ноября 1992 года по дороге на работу в Диярбакыре, вскоре после выхода выпуска журнала, посвящённого отношениям между спецслужбами и Хизболлой. Хафиз Акдемир, корреспондент газеты Özgür Gündem, был застрелен на улице Диярбакыра 8 июня 1992 года после своего репортажа о человеке, который дал убежище наёмным убийцам, совершившим двойное убийство в Сильване, и был выпущен из тюрьмы всего через 6 недель, даже не представ перед судом.
Отчёт комиссии турецкого парламента 1993 года содержал сведения о том, что Хизболла имела лагерь в провинции Батман, где они проходили обучение под руководством спецслужб.
17 января 2011 года Ариф Доган, полковник турецкой армии в отставке, который также утверждает, что является основателем JİTEM (разведка турецкой жандармерии), давая показания в суде по делу организации «Эргенекон», заявил, что он создал Хизболлу как контрреволюционную группу для убийства членов КРП. Первоначально предполагалось назвать организацию Hizbul-Kontr («Партия контрреволюционеров»).

## Сторонники
Журналист Гёрргю оценивает численность организации в 20 000 боевиков; с этой оценкой согласен Центр оборонной информации. Напротив, по информации Программы разведывательных ресурсов (Intelligence Resource Program) Федерации американских учёных, основанной на отчёте 2002 года «Тенденции глобального терроризма», в организации состоит всего несколько сот членов, однако она имеет несколько тысяч сторонников. Уфук Хичилмаз заявляет, что группировка имеет около 1000 вооружённых боевиков.

## Преследование
После похищения нескольких предпринимателей в Стамбуле и последующего полицейского налёта на дом в квартале Бейкоз началась общенациональная охота на сторонников «Хизболлы». Во время операции в Бейкозе 17 января 2000 года был убит Хюсеин Велиоглу, и были схвачены несколько других лидеров фракции.
В последующие годы в Диярбакыре и других местах состоялось несколько судебных процессов против предполагаемых членов Хизболлы. В ряде случаев организация обвинялась в применении пыток, что задокументировано в отчётах «Международной амнистии».